# Sophie Mourousi
Pour les articles homonymes, voir Mourousis.
Sophie Mourousi, née le 20 juillet 1986, est une comédienne et metteure en scène française.
Elle est la fille unique d'Yves Mourousi et de son épouse Véronique (née d’Alançon).

## Biographie

### Famille et formation
Sophie Mourousi naît le 20 juillet 1986[réf. nécessaire], c'est-à-dire le jour de l'anniversaire de son père.
De 1999 à 2004, Sophie Mourousi a été membre de l’Atelier cupressien de théâtre (ACT) — appelé AC Théâtre Val d’Europe depuis 2002 —, dirigé par Blandine Chaix. Elle y joue notamment des textes de Goldoni, Azama et Tchekhov. En 2002 et 2003, elle suit les stages « acteur devant la caméra » dirigés par Luc Gallisaires et Christine François et intègre le cycle préparatoire 3e année au Cours Florent.
En 2004, Sophie Mourousi suit la formation intensive en 2e année de l’École Florent où elle travaille sous la direction de Julien Kosellek, Jean-Pierre Garnier et Christophe Garcia. C’est dans le cadre de cette école qu’elle met en scène en 2006 la pièce Propriété condamnée de Tennessee Williams.
Elle intègre ensuite en 2006 l’Atelier théâtral de création (ATC) dirigé par Stéphane Auvray-Nauroy et Françoise Roche.

### Carrière
Après ses années de formation, elle est dirigée par Céline Le Priellec et Nicolas Taffary dans Le Malade imaginaire de Molière, par Camille Dappoigny, dans Hanjo de Yukio Mishima, et par Florent Dorin, dans Héraclès 5 d’Heiner Müller. Elle travaille également dans les créations Le bruyant cortège (2008) de Julien Kosellek, Un presque rien (2009) d’Élise Lahouassa et Je suis trop vivant et les larmes sont proches (2010) de Stéphane Auvray-Nauroy, Sophie Sire et Olav Benestvedt.
En 2007, elle met en scène sa première création : Un possible chant de la carpe. Suivent ensuite Hurlement propre (2008), Paroles affolées (2009) et Un (petit) détournement (2010), trois formes courtes créées lors des 3e, 4e et 5e éditions du festival « À court de forme », au Théâtre de L'Étoile du Nord. Elle participe également en janvier 2012 à la 7e édition du festival « À court de forme », lors duquel elle met en scène le troisième acte d’Hamlet, de William Shakespeare,.
En novembre 2010, Sophie Mourousi reprend Paroles affolées au théâtre de L'Étoile du Nord, un spectacle qu’elle avait co-écrit avec les deux acteurs et mis en scène. Paroles affolées avait été précédemment diffusé en février 2009 dans le même théâtre lors de la 4e édition du festival de formes courtes « À court de forme » ainsi que dans le cadre du festival d’été « ON n’arrête pas le théâtre », en juillet 2010. Ces différentes reprises participèrent au processus de création : « Il était nécessaire pour moi, » dit-elle, « de s’armer de patience, qu’il y ait une maturation lente lors de l’élaboration du projet. » Son maniement de la lumière, sa direction d’acteurs et son écriture la rapprochent d’écrivains de plateau tel que Joël Pommerat, dont certains critiques n’hésitent pas à dire qu’elle est l’héritière. À la manière d’une « écrivaine de plateau », Sophie Mourousi utilise différents matériaux (textes, chansons, exercices de plateau, etc.) durant le travail de répétitions afin de « mettre en place non pas une narration, mais bien des fragments, pour créer le réel et la poésie autour de deux êtres, un homme et une femme sur le plateau. » « [Sophie Mourousi] met en scène comme elle tournerait un clip de musique. Son travail est précis, rapide et visuel. »
En juillet 2011, lors de la 5e édition d’« On n’arrête pas le théâtre », Sophie Mourousi joue Juliette dans La très excellente et très pitoyable tragédie de Roméo et Juliette de la compagnie Estrarre. Si le spectacle mis en scène par Julien Kosellek se questionne sur ce qu’on a fait de nos idoles et semble ne plus mettre l'histoire d'amour au centre de la pièce, l’interprétation du rôle de Juliette par Sophie Mourousi ne passe pas inaperçue : « Elle est parfaite en Juliette, passant de l’adolescente inerte à la femme amoureuse prête à tout. Elle apporte au rôle une belle ampleur, trop peu souvent vue, et une subtilité de jeu magnifique. »
Sophie Mourousi est professeur d’interprétation à l’École Auvray-Nauroy.

## Filmographie

### Cinéma

#### Long métrage
- 2019 : Toute ressemblance de Michel Denisot : Fiona (Jeune journaliste)

#### Courts métrages
- 2007 : Une petite mort entre nous de Martin Scali - Anne[13]
- 2013 : Les brebis de Anaïs Sartini
- 2013 : Désertons ! de Lucie Clayssen

### Télévision
- 2003 : Full Metal Panic? Fumoffu (Furumetaru Panikku? Fumoffu) : Mizuki Inaba (voix française)[1]
- 2006 : Chrono Crused (voix française)[réf. nécessaire]
- Groland, émission diffusée sur Canal+[réf. nécessaire].
- 2020 : Capitaine Marleau, épisode La Cité des âmes en peine de Josée Dayan : Lucie Mendieta

## Théâtre

### Comédienne
- 2000 : Baroufe à Chioggia de Carlo Goldoni, mise en scène Blandine Chaix
- 2002 : Turbulences et petits détails d’Agnès Boval, mise en scène Blandine Chaix
- 2003 : Iphigénie ou le Péché des dieux de Michel Azama, mise en scène Rodolphe Dana
- 2004 : L'Ours d’Anton Tchekhov, mise en scène Élisabeth Moyne et Rodolphe Dana[1]
- 2008 : Le bruyant cortège, création, mise en scène Julien Kosellek[4],[14]
- 2009 : Un presque rien, création à partir de textes d’Ovide, mise en scène Élise Lahouassa[5]
- 2010 : Je suis trop vivant et les larmes sont proches, travail collectif dirigé par Stéphane Auvray-Nauroy, Sophie Sire et Olav Benestvedt[6],[15]
- 2011 : Bérénice de Jean Racine, mise en scène Laurent Brethome - Phénice[16]
- 2011 : La très excellente et très pitoyable tragédie de Roméo et Juliette de William Shakespeare, mise en scène Julien Kosellek - Juliette
- 2012 : Hamlet (Acte V) de William Shakespeare, dans le cadre de la septième édition du festival de formes courtes « À court de forme » au Théâtre de L'Étoile du Nord[17]
- 2012 : Léonce et Léna de Georg Büchner, mise en scène Eram Sobhani[18]. Repris en mars 2014.
- 2014 : Eva Peron de Copi, mise en scène Eram Sobhani[19]
- 2014 : Push Up de Roland Schimmelpfennig, mise en scène Julien Kosellek[20]

### Metteur en scène
- 2006 : Propriété condamnée de Tennessee Williams, dans le cadre de l’École Florent.
- 2007 : Un possible chant de la carpe, création.
- 2008 : Hurlement propre, création dans le cadre de la troisième édition du festival de formes courtes « À court de forme » au Théâtre de L'Étoile du Nord[4].
- 2009 : Paroles affolées, création dans le cadre de la quatrième édition du festival de formes courtes « À court de forme » au Théâtre de L'Étoile du Nord[5]. Repris en juillet 2010 dans le cadre de la quatrième édition du festival « On n’arrête pas le théâtre » puis en novembre 2010 au Théâtre de L'Étoile du Nord.
- 2010 : Un (petit) détournement, création dans le cadre de la cinquième édition du festival de formes courtes « À court de forme » au Théâtre de L'Étoile du Nord[6].
- 2012 : Hamlet (Acte III) de William Shakespeare, dans le cadre de la septième édition du festival de formes courtes « À court de forme » au Théâtre de L'Étoile du Nord[8].
- 2013 : La Nuit, la vie est moins pire de Benjamin Prioul, dans le cadre de la septième édition du festival « ON n’arrête pas le théâtre » de la Cie Estrarre au Théâtre de L'Étoile du Nord[21].
- 2018 : Getting attention de Martin Crimp au Théâtre de L'Étoile du Nord [22].

## Distinctions
En 2005, elle est membre du jury officiel du festival ISC Cinéma présidé par Vincent Perez.